# Les Aventures de Jean Valhardi
Les Aventures de Jean Valhardi est une série de bande dessinée franco-belge créée en 1941 par Jean Doisy au scénario et Jijé au dessin dans le no 40/41 du journal Spirou. Elle met en scène un enquêteur en assurances dénommé Jean Valhardi qui parcourt le monde pour ses enquêtes. Le dessin va par la suite être repris par Eddy Paape, puis par René Follet, alors qu'au scénario vont se succéder Eddy Paape, Yvan Delporte, Jean-Michel Charlier, Philip, André-Paul Duchâteau et Jacques Stoquart.

## Synopsis
La série raconte les aventures d'un enquêteur en assurances, nommé Jean Valhardi, qui chasse les criminels dans sa Belgique natale et jusque dans les pays les plus exotiques. Par la suite, son métier étant de moins en moins mentionné, Valhardi tend à devenir un aventurier pur et dur.

## Historique
La série est créée par Jijé et Jean Doisy, alors rédacteur en chef de Spirou, et paraît pour la première fois en 1941 dans le no 40/41 du journal Spirou, avec l'histoire à suivre intitulée Valhardi détective. La guerre va compliquer la publication de la série dans Spirou , et pourtant Jean Valhardi figurera au sommaire de la plupart des numéros du journal, lorsqu'ils arrivent à paraître. Après la guerre, Jijé part pour les États-Unis et confie toutes ses séries à des jeunes qu'il a formés. Jean Valhardi est alors reprise par le dessinateur Eddy Paape. À la fin des années 1940 et au début des années 1950, Yvan Delporte et Jean-Michel Charlier succèdent à Jean Doisy et Eddy Paape. En 1956, Jijé reprend le dessin de la série, mais toujours en s'aidant de scénaristes. Dans les années 1960 il est assisté de Guy Mouminoux au scénario et au dessin. Après une longue absence, la série fait son retour dans les années 1980 pour quelques histoires dessinées par René Follet et scénarisées par André-Paul Duchâteau, puis par Jacques Stoquart.

## Personnages
Le personnage principal de la série est Jean Valhardi, enquêteur en assurances. Il est dans la ligne des héros de bande dessinée qui ne connaissent pas la peur et qui sont beaux, forts et droits. Son premier faire-valoir sera l'adolescent Jacquot. Durant les années Charlier-Paape, Arsène, un homme corpulent, craintif et fanfaron, prendra la place de Jacquot, puis, au début de l'épisode «Valhardi contre le soleil noir», Gégène, un jeune homme extravagant, deviendra le nouveau compère de Jean Valhardi et ne le quittera plus jusqu'au «Duel des idoles», passant peu à peu du statut de faire-valoir à celui de vedette à part entière de la série. Dans les dernières histoires, dessinées par René Follet dans les années 80, Valhardi redeviendra un héros solitaire.

## Réception critique
À propos de la période 1956-1961 des aventures de Valhardi, le dessinateur Serge Clerc déclare : « Le dessin de Jijé est fabuleux, avec ses pleins et ses déliés, son fouetté, sa sensualité, ses premiers plans déments au trait noir. La nuque forte de Valhardi est incroyable. Je m’en suis directement inspiré pour mon personnage de Phil Perfect. Ses plis de vêtements sont une tuerie ! Quand on fait un pli de pantalon, il ne faut pas rater son coup, il doit passer derrière et ressortir parfaitement. »
Le dessinateur Yves Chaland écrivit dans Métal hurlant (n° 54, août 1980), à propos d'une réédition de Valhardi contre le Soleil Noir : « Lecteur, relis Soleil Noir et tu sentiras, à travers les arabesques vivantes et imprévisibles de son pinceau, la présence invisible et rassurante de Jijé. »

## Publication

### En revue
La série est publiée pour la première fois en 1941 dans le no 40/41 (à l'époque la numérotation reprenait à zéro chaque début d'année) du journal Spirou avec l'histoire à suivre intitulée Valhardi détective. Avec les problèmes de publication dus à la guerre, la publication ne va prendre fin qu'en 1943 dans le no 35/43. Durant cette période de publication compliquée, le journal sort en 1943 un gros volume intitulé Almanach 44, qui comprend une aventure complète du personnage. En 1944, est publiée la suite de l'histoire toujours intitulée Valhardi détective, du no 1/44 au no 428 (la remise à zéro de la publication a été arrêtée au début de l'année 1946). Durant cette période de deux ans, la série fait pour la première fois la couverture du journal dans le no 13/44. À partir de 1946, les publications cessent de s'entremêler. L'histoire à suivre Les Rubens, dessinée par Eddy Paape qui succède à Jijé, est publiée du no 429 au no 488. La même année est publiée une histoire complète intitulée Sur le rail dans l'Almanach 47. L'année suivante est publiée l'histoire à suivre Valhardi et Jacquot détectives, du seul Eddy Paape, du no 489 au no 574. La série fait son retour en 1949 avec deux histoire publiées au cours de l'année, la première du no 575 au no 600 est intitulée Le roc du diable et la seconde A la poursuite de Max Clair, scénarisé par Yvan Delporte, est publiée du no 601 au no 612. L'année suivante est publiée l'histoire à suivre Chez les êtres de la forêt du no 613 au no 671. L'histoire à suivre Jean Valhardi : le monstre de Malicorne, scénarisé par Jean-Michel Charlier, est publiée en 1951 du no 704 au no 745. Il s'agit déjà d'une histoire d'intérêts pétroliers conduisant au crime, comme au même moment Buck Danny avec Les Trafiquants de la mer rouge et Les Pirates du désert. L'année suivante, est publiée du no 752 au no 797, l'histoire à suivre intitulée Le rayon super-gamma. Trois fois, la série fait la "couverture" (en fait, le quart de la première page portant le bandeau "Spirou") du journal. En 1953, est publiée du no 798 au no 840 le tome 2 de l'histoire, nommé La machine à conquérir le monde. La série ne fait son retour qu'en 1956 avec l'histoire à suivre intitulée Valhardi contre le Soleil Noir, publiée du no 967, dont elle fait aussi la couverture, au no 988.
L'année suivante, deux histoires à suivre sont publiées, la première étant Le gang du diamant, du no 989 au no 1012, et la seconde L’affaire Barnes, du no 1015 au no 1035. Jijé s'adjoint l'aide de son fils Philip l'année suivante pour l'histoire à suivre intitulée Le Mauvais Œil, qui est publiée du no 1043 au no 1063 et fait la couverture du no 1053, puis pour l'histoire à suivre Le Secret de Neptune, publiée en 1959 du no 1116 au no 1137. Deux ans plus tard est publiée l'histoire à suivre Rendez–vous sur le Yukon du no 1212 au no 1251, qui fait la couverture du no 1241. L'année 1963, voit, sur scénario de Guy Mouminoux, la publication de l'histoire à suivre intitulée Le Retour de Jean Valhardi du no 1312 au no 1333, pour l'occasion elle fait la couverture des numéros 1312 et 1326. Même équipe d'auteur pour l'histoire à suivre publiée l'année suivante du no 1344 au no 1365 et intitulée Le Grand Rush. Elle fait aussi la couverture du journal lors des numéros 1344 et 1360. L'année suivante est publiée l'histoire à suivre Le Duel des idoles du no 1399, dont elle fait aussi la couverture, au no 1420. La série disparaît du journal pendant un long moment avant de réapparaitre en 1981, avec René Follet au dessin et André-Paul Duchâteau, avec la publication de l'histoire intitulée Dossier X dans les numéros 2249, dont elle fait aussi la couverture, et 2250. Le retour continue l'année suivante avec cette fois une histoire à suivre intitulée Le Naufrageur aux yeux vides publiée du no 2324, dont elle fait aussi la couverture, au no 2335. Ultime apparition dans Spirou en 1984 avec l'histoire à suivre intitulée Un Gosse à abattre publiée du no 2420, dont elle fait aussi la couverture, au no 2423 sur scénario de Jacques Stoquart.

### En albums

#### La collection originale

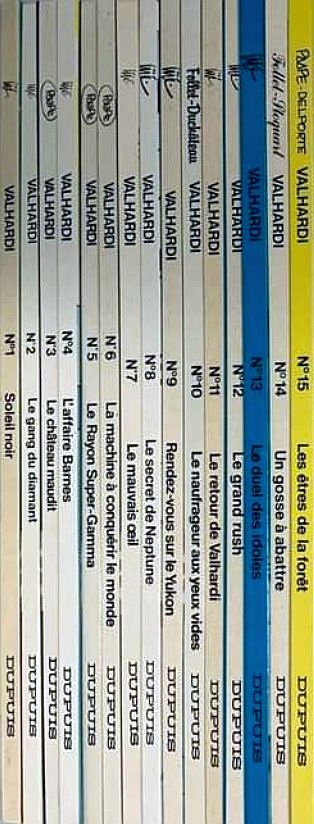
Valhardi de 1 à 14.

- Jean Valhardi détective :  par Jijé, premier album de la série, sort en 1943 aux éditions Dupuis
- Valhardi toujours par Jijé, sort en 1951 et contient trois histoires.

Les trois albums suivants ont été dessinés par Eddy Paape et scénarisés par Jean-Michel Charlier :
- Le Château maudit sort en 1953
- Le Rayon super-gamma sort en 1954
- La Machine à conquérir le monde sort en 1956[5].

Jijé reprend le dessin et le scénario à partir du sixième album :
- Valhardi contre le Soleil Noir sortie en 1958
- Le Gang du diamant en 1958, scénario de Jean-Michel Charlier sauf les dernières planches[6]
- L'Affaire Barnes sort en 1959

Jijé se fait aider par son fils Philip pour les deux suivants :
- Le Mauvais Œil paru en 1960 (publié en série dans Spirou en 1958),
- Le Secret de Neptune sorti en 1961.

L'identité du scénariste de l'aventure suivante est débattue :
- Rendez-vous sur le Yukon en 1963[7].

En 1965, sortent deux albums réalisés en étroite collaboration par Jijé et Mouminoux :
- Le Retour de Valhardi
- Le Grand Rush

Après une longue interruption, la série est réimprimée, sous forme d'albums cartonnés, dans les années 1980. 
- Pour l'occasion sort le quatorzième album, Le naufrageur aux yeux vides, en 1984 sur dessin de René Follet et scénario de André-Paul Duchâteau,
- Le quinzième, intitulé Le duel des idoles, en 1986, est une histoire de Jijé et Guy Mouminoux qui avait été publiée dans Spirou en 1965[8], le seizième, intitulé Un gosse à abattre, de René Follet et Jacques Stoquart, sort la même année. Enfin le dix-septième et dernier album, Jean Valhardi et les êtres de la forêt, paru l'année suivante, est une histoire de 1950 d'Eddy Paape et Yvan Delporte[9].

#### Réédition
En 1975, les Éditions Michel Deligne sortent deux albums en noir et blanc reprenant les histoires d'Eddy Paape publiées entre 1946 et 1951. Ils s'intitulent Rétrospective Jean Valhardi, tome 1 et Rétrospective Jean Valhardi, tome 2. Entre fin 1943 et début 1944, est sorti un petit album intitulé L'étrange réveillon de Jean Valhardi, contenant un roman de Jean Doisy illustré par Jijé. Dans les années 1990, paraît aux éditions Dupuis une collection  ayant pour but de reprendre l'intégralité des bandes dessinées de Jijé. Elle est intitulée Tout Jijé. Jean Valhardi y est édité dans les volumes 5 à 12 et 15. Enfin, au sein de sa collection Patrimoine, Dupuis a entrepris de rééditer la série dans l'ordre chronologique. Un premier tome  est sorti en février 2015, qui contient les aventures des deux premiers albums de la série, restaurées à partir de leur version originale parue dans le Journal de Spirou.

#### Pirate
En 1980, les éditions Super-Gamma sortent un album pirate de l'histoire Le duel des idoles, jusqu'ici inédite en album.